# 臺北Conti
臺北Conti（英語：conti sports）為企業排球聯賽參賽隊伍之一。於2013年排球隊成立，球員以國立臺北教育大學排球隊為班底。

## 球隊介紹
企業十九年，球隊與臺北市政府冠名合作，隊名亦變更為「臺北Conti」。

## 企業十九年隊員名單
- 領隊：楊惟超
- 執行教練：林顯丞
- 教練：黃風勝、張昇倫
- 管理：吳書安
- 訓練員：鄧政偉

## 歷年戰績

### 例行賽
| 賽季                       | 排名   |
| -------------------------- | ------ |
| 企業九年甲級男女排球聯賽   |        |
| 企業十年甲級男女排球聯賽   | 第五名 |
| 企業十一年甲級男女排球聯賽 | 第六名 |
| 企業十二年甲級男女排球聯賽 | 第六名 |
| 企業十四年甲級男女排球聯賽 | 第四名 |
| 企業十五年甲級男女排球聯賽 | 第五名 |
| 企業十六年甲級男女排球聯賽 | 第五名 |
| 企業十七年甲級男女排球聯賽 | 第五名 |
| 企業十八年甲級男女排球聯賽 | 第六名 |
| 企業十九年甲級男女排球聯賽 | 第六名 |
| 企業二十年甲級男女排球聯賽 | 第六名 |

## 外部連結
- 臺北Conti的Facebook專頁
- 臺北Conti的Instagram帳戶